# 1870 en Bretagne
 Chronologie de la Bretagne
- 1866
- 1867
- 1868
- 1869
- 1870
- 1871
- 1872
- 1873
- 1874

Cette page recense des événements qui se sont produits durant l'année 1870 en Bretagne.

## Politique
- Plébiscite du 8 mai 1870 : 90,6 % de vote « oui » dans les 5 cinq départements[1].
- Du 4 septembre au 12 janvier 1871 : Gouvernement de la Défense nationale — participation de plusieurs Bretons à des charges gouvernementales[1] : 
  - Louis Jules Trochu, président (Belle-Île-en-Mer) ;
  - Adolphe Le Flô, ministre de la guerre (Lesneven) ;
  - Jules Simon, ministre de l'instruction (Lorient) ;
  - Alexandre Glais-Bizoin, ministre sans portefeuille (Quintin) ;
  - Émile de Kératry, préfet de police de Paris (Finistère).

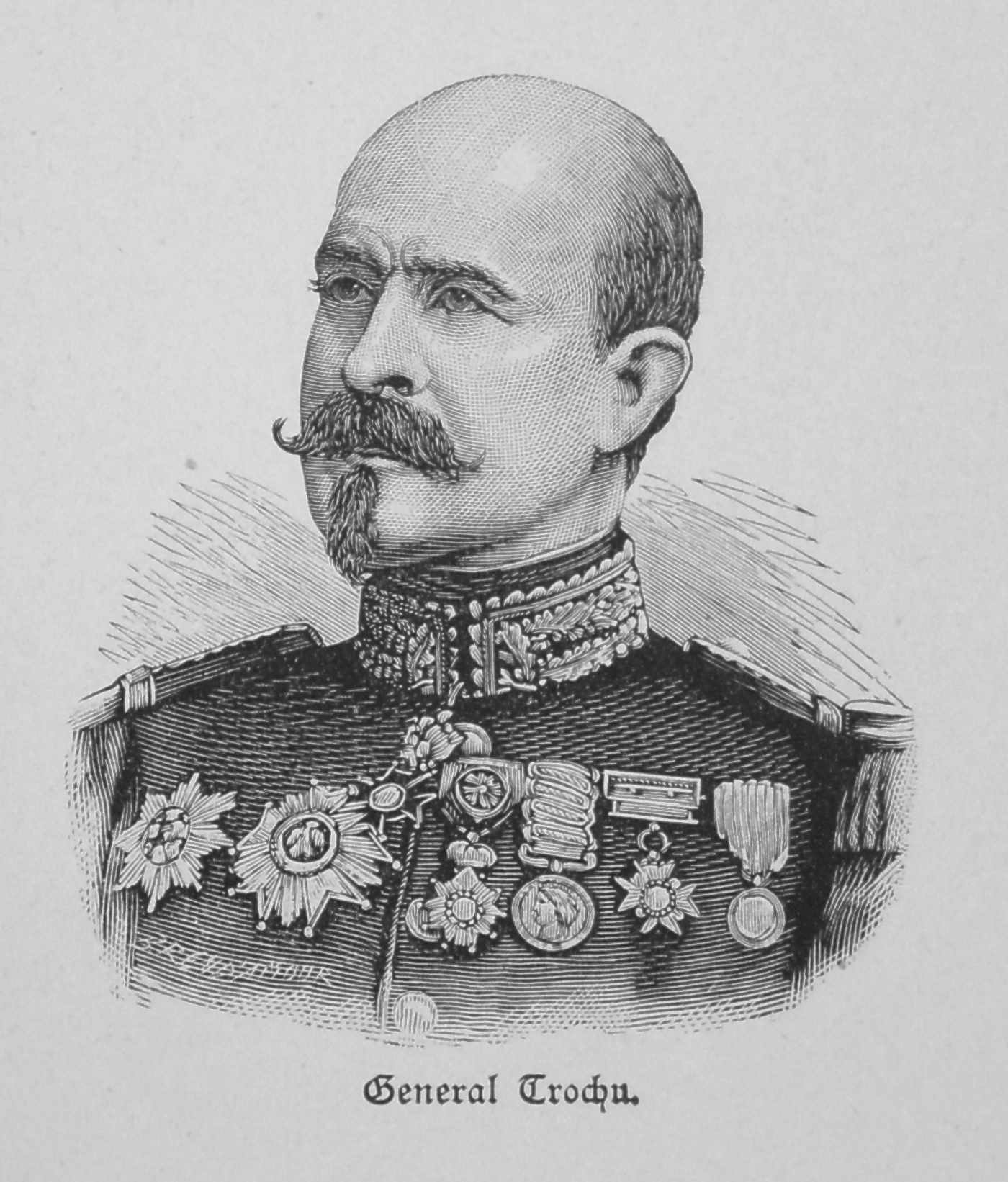
Louis Jules Trochu.
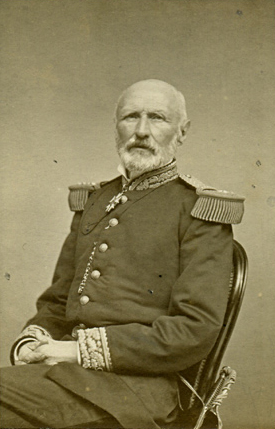
Adolphe Le Flô.
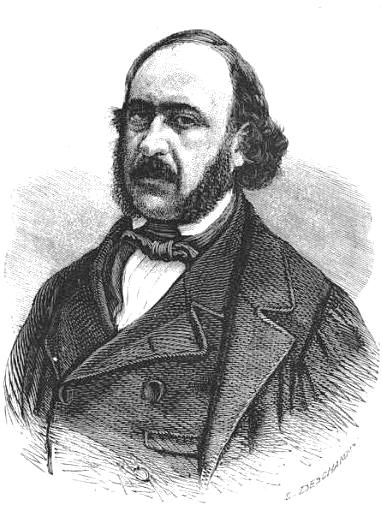
Jules Simon.
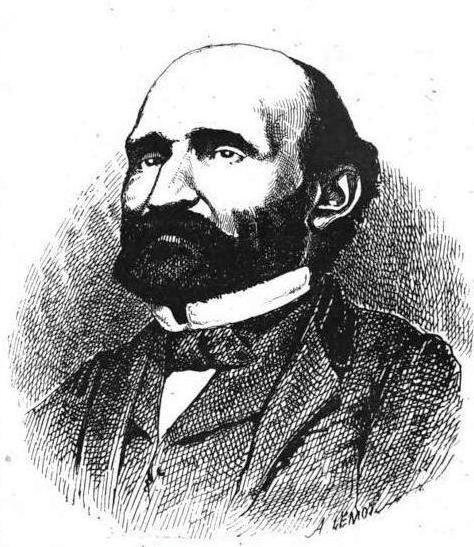
Alexandre Glais-Bizoin.
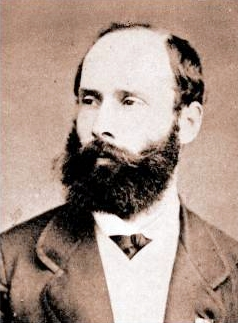
Émile de Kératry.

## Social

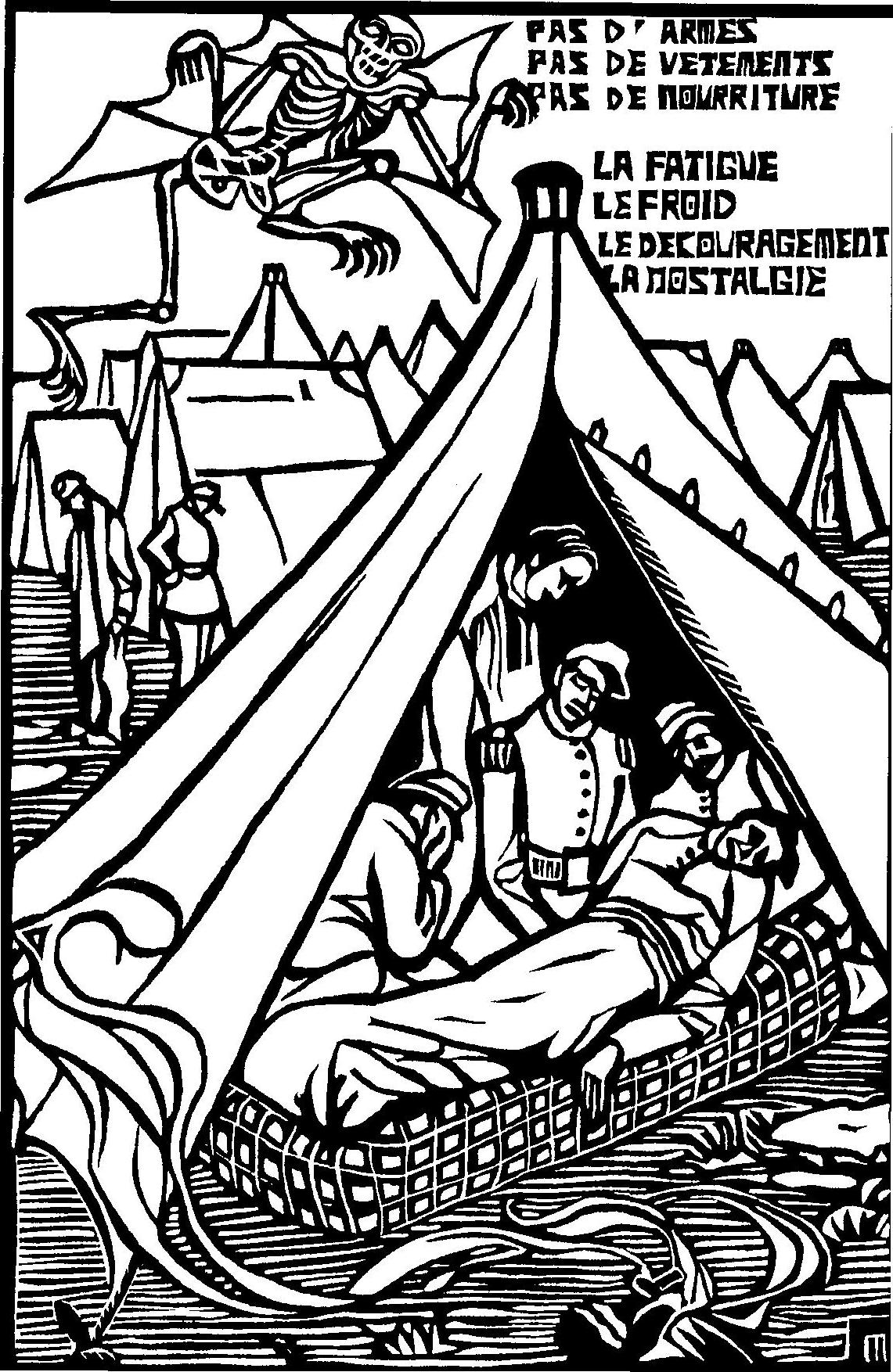
Le camp de Conlie, par Jeanne Malivel.

- septembre à octobre : agitation sociale à l'arsenal de Brest[1].
- 10 octobre : mort de 5 personnes, dont la femme et la fille du préfet du Finistère Gustave-Léonard Pompon-Levainville, emportés par une lame de fond à Saint-Guénolé.
- 22 octobre : début de l'affaire de Conlie — Émile de Kératry est nommé général de l'Armée de Bretagne[2].
  - novembre : démission de Kératry, remplacé par Joseph Marie Le Bouédec à la tête de l'Armée de Bretagne.
  - 7 décembre : Henri Delacoux de Marivault-Emeriau est nommé à la tête de l'Armée de Bretagne.

## Arts
- Vitrail de l'Eucharistie en la cathédrale Saint-Corentin de Quimper par Émile Hirsch.

### Peintures
- Le passage du bac à Tréboul par Auguste Anastasi.
- Le débarquement des marins dans la Rade de Brest et L'Hôpital-Camfrout (Bretagne) par Eugène Boudin.

### Littérature
- Ar marvailler brezounek par Amable-Emmanuel Troude et Gabriel Milin.
- Vingt mille lieues sous les mers et Autour de la Lune par Jules Verne.

## Religion
- 5 juin : décret d'affiliation de la cathédrale Saint-Pierre de Vannes à la basilique Saint-Pierre par le pape Pie IX — par ce décret, la cathédrale de Vannes est élevée au rang de basilique mineure[3].

## Constructions
- en Côtes-du-Nord
  - Construction de la tour de l'église Saint-Pierre de Pleumeur-Bodou[4].
  - Église Saint-Pierre de Quemper-Guézennec[5].

- en Finistère
  - Flèche de l'église Saint-Pierre de Plouescat[6].
  - église Saint-Pierre de Plougastel-Daoulas[7].

- en Ille-et-Vilaine

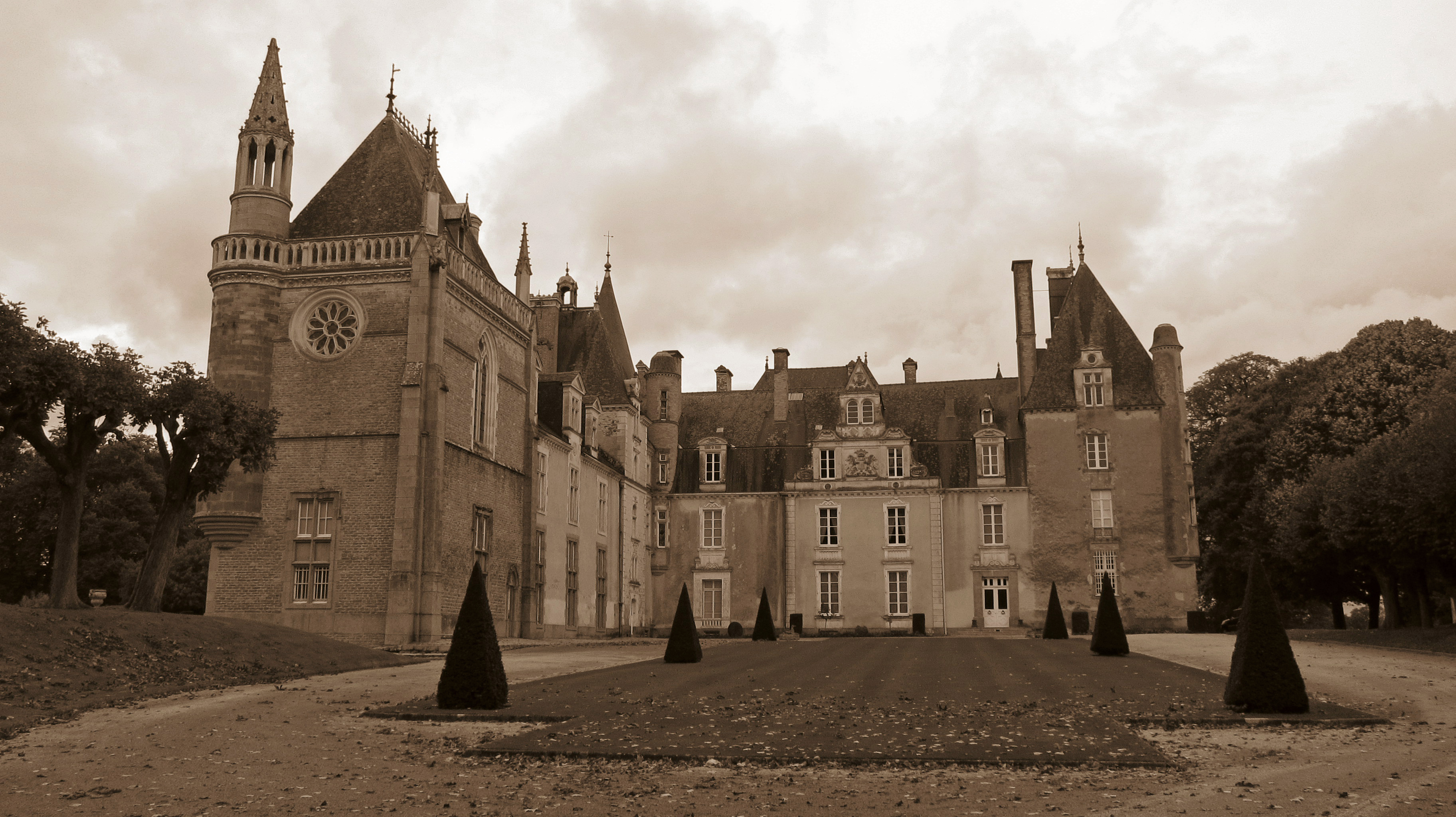
Le château du Plessis.

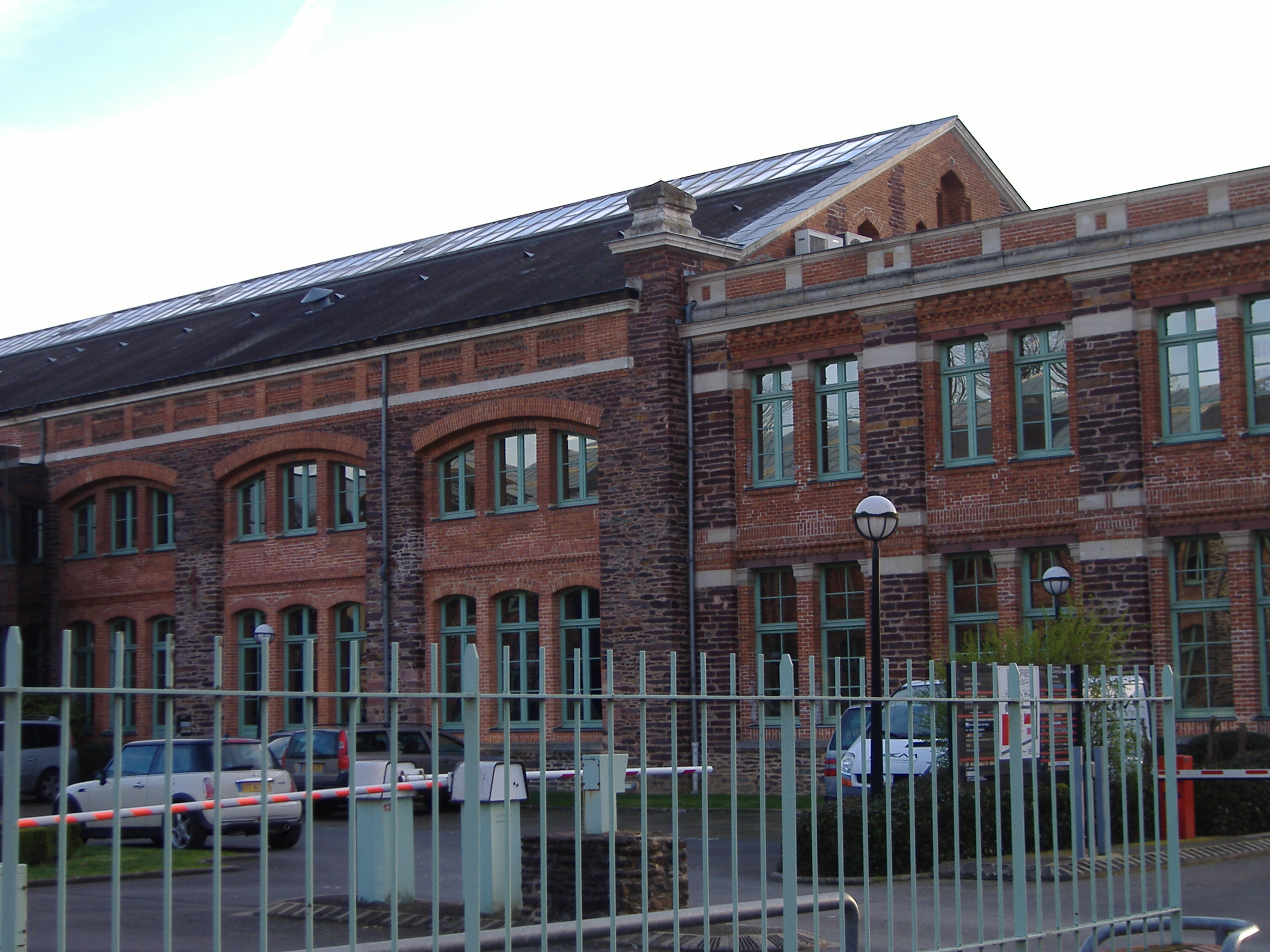
Anciennes imprimeries Oberthür.

  - Fin de reconstruction du château du Plessis à Argentré-du-Plessis[8].
  - Fin de construction de l'église Sainte-Marie-Madeleine de Campel par Édouard Brossais-Saint-Marc[9].
  - Fin de reconstruction de l'église Saint-Samson de La Fontenelle par les architectes Jean-Marie Anger de la Loriais, Jean-Gabriel Frangeul et Alfred-Louis Frangeul[10].
  - Fin des travaux de la façade de l'église Saint-Pierre de Gaël par Aristide Tourneux[11].
  - Construction de la tour de l'église Notre-Dame d'Hirel par Alfred-Louis Frangeul[12].
  - Église Saint-Pierre-et-Saint-Paul de Marcillé-Raoul par Albert Béziers-Lafosse[13].
  - Début de la construction des nouvelles imprimeries Oberthür à Rennes, après destruction de l'ancien atelier[14].
  - Fin de la reconstruction de l'église Saint-Germain de Saint-Germain-du-Pinel d'après les plans de Charles Langlois[15].
  - Construction du clocher-porche de l'église Saint-Louis de Vildé-la-Marine par Jean-Gabriel Frangeul[16].

- en Morbihan
  - Début de la reconstruction de la chapelle Notre-Dame-de-Pitié à Guidel[17].
  - Fin des travaux des courtines, du réduit et de l'ouvrage de Beausoleil des remparts du Palais[18].
  - Fin des travaux de l'église Saint-Guyomard de Saint-Guyomard par Édouard Brossais-Saint-Marc[19].

## Naissances
- Émile Boissier (Nantes, 1870 ; Nantes, 1905), écrivain et poète.
- Célestin Bouglé (Saint-Brieuc, 1870 ; Paris, 1940), philosophe et sociologue.
- Louis Le Fur (Pontivy, 1870 ; 1943), juriste.
- Guillaume Seignac (Rennes, 1870 ; Paris, 1924), peintre.
- 8 janvier : Guillaume Seignac (Paris, 1870 ; Saint-Brieuc, 1950), journaliste, éditeur et écrivain.
- 17 janvier : Jeanne Perdriel-Vaissière (Ajaccio, 1870 ; Paimpol, 1951, écrivaine et poétesse.
- 4 février : Frédéric Delebecque (Paris, 1870 ; Saint-Servan-sur-Mer, 1940), militaire, journaliste et écrivain.
- 11 mars : Louis Bachelier (Le Havre, 1870 ; Saint-Servan-sur-Mer, 1946), mathématicien.
- 20 mars : Émile Goude (Grand-Fougeray, 1870 ; Paris, 1941), homme politique.
- 24 mars : Paul Garnier (Redon, 1870 ; Redon, 1941), homme politique, maire de Redon.
- 9 avril : André Porteu de la Morandière (Talensac, 1870 ; Compiègne, 1932) , homme politique, maire de Talensac.
- 26 avril : Charles Guernier (Saint-Malo, 1870 ; Paris, 1943), homme politique.
- 14 juillet : Jules-Marie-Victor Courcoux (Lannion, 1870 ; Orléans, 1951), évêque d’Orléans.
- 5 septembre : Gustave Téry (Lamballe, 1870 ; Paris, 1928), journaliste.
- 23 septembre : Jacques Cariou (Peumerit, 1870 ; Toulon, 1931), cavalier.
- 2 octobre : Camille Vallaux (Vendôme, 1870 ; Le Relecq-Kerhuon, 1945), géographe et océanographe.
- 10 octobre : André Mellac (Lorient, 1870 ; Lorient, 1936), militant régionaliste et journaliste de langue bretonne.
- 24 octobre : Charles Bourel de La Roncière (Nantes, 1870 ; Gourin, 1941), historien et bibliothécaire.
- 6 novembre : Jean Coraboeuf (Pouillé-les-Côteaux, 1870 ; Paris, 1947), peintre et graveur.
- 8 novembre : Paul Joalland (Guadeloupe, 1870 ; Lorient, 1940), militaire, conquérant du Kanem.
- 12 novembre : Charles Géniaux (Rennes, 1870 ; Nice ,1931), romancier, poète, peintre et photographe.
- 20 novembre : Jean Boucher (Cesson-Sévigné, 1870 ; Paris, 1939), sculpteur.
- 27 décembre : Alain de Boismenu (Saint-malo, 1870 ; Koubouna, Papouasie, 1953), évêque de Papouasie.

## Décès
- Jules Braouezec (Morlaix, 1828 ; Morlaix, 1870), explorateur de l'Afrique.
- 1er janvier : Louis Thomas Leconte (Dinan, 1799 ; Paris, 1870), homme politique, maire de Dinan.
- 2 janvier : René Marie Luminais (Bouin, Vendée, 1788 ; Nantes, 1870), homme politique.
- 1er avril : Paul René Harscouët de Saint-George (Pluvigner, 1807 ; Pluvigner, 1870), homme politique.
- 18 avril : Louis Jacques Favreau (Nantes, 1811 ; Paris, 1870), homme politique.
- 4 mai : Jean-Marie Le Dru (Paimpol, 1801 ; Paimpol, 1870), homme politique.
- 17 mai : Charles-Marie-Augustin de Goyon (Nantes, 1803 ; Paris, 1870), militaire et homme politique.
- 11 juin : Hippolyte Legraverand (Rennes, 1806 ; Paris, 1870), homme politique.
- 19 août : Jean Pierre Marie Le Scour (Hanvec, 1811 ; Morlaix, 1870), commerçant et poète de langue bretonne.
- 7 octobre : Jean-Louis Marion (Saint-Malo , 1801 ; Pleudihen-sur-Rance, 1870), homme politique.
- 3 novembre : Octave Penguilly L'Haridon (Paris, 1811 ; Paris, 1870), peintre de la Bretagne.
- 20 novembre : Louis Robiou de La Tréhonnais (Combourg, 1784 ; Rennes, 1870), évêque de Coutances et Avranches.

## Sources